# أولاد الصافي (سوق السبت)
أولاد الصافي هو دُوَّار يقع بجماعة أولاد ميمون، إقليم مولاي يعقوب، جهة فاس مكناس في المملكة المغربية. ينتمي الدوّار لمشيخة سوق السبت التي تضم 54 دوار. يقدر عدد سكانه بـ 117 نسمة حسب الإحصاء الرسمي للسكان والسكنى لسنة 2004.

## روابط خارجية
- البوابة الوطنية للجماعات الترابية
- المندوبية السامية للتخطيط